# Ceratagallia vastitatis
Ceratagallia vastitatis är en insektsart som beskrevs av Paul W. Oman 1933. Ceratagallia vastitatis ingår i släktet Ceratagallia och familjen dvärgstritar. Inga underarter finns listade i Catalogue of Life.